# Скритниця сашникова
Скритниця сашникова, скритниця схенусовидна (Crypsis schoenoides) — вид трав'янистих рослин з родини злакові (Poaceae), поширений у середній і південній Європі, Африці, Азії.

## Опис
Багаторічник (5)25–40 см заввишки. Стебла від підстави розгалужені, з додатковими пазухами суцвіттями. Піхви верхніх листків розширені, підпирають або охоплюють знизу суцвіття. Суцвіття довгасте або довгасто-овальне, до 3.5 см завдовжки. Колоски близько 3 мм завдовжки. Тичинок 3. Стебла розпростерті або висхідні, голі, 5–20 см заввишки, 3–5-вузлові. Листові пластини 2–10 × 0.1–0.4 см. Колоски зеленуватого або фіолетового кольору, 3–4 мм. Пиляків 3, 0.8–1 мм. Зерно еліптичне, 1–1.5 мм. 2n = 16, 18, 36.

## Поширення
Поширений у середній і південній Європі, Африці, Азії; натуралізований у США.
В Україні вид зростає на солончаках, солонцюватих луках, засолених пісках — у Степу та Лівобережному Лісостепу, часто; в Правобережному Лісостепу і Криму, рідко; по Дніпру і його притоках заходить у Полісся.